# Omega Herculis
Cujam eller Omega Herculis (ω Herculis, förkortat Omega Her, ω Her), som är stjärnans Bayer-beteckning, är en dubbelstjärna i den sydvästra delen av stjärnbilden Herkules. Den har en genomsnittlig kombinerad skenbar magnitud på 4,57och är synlig för blotta ögat där ljusföroreningar ej förekommer. Baserat på parallaxmätningar i Hipparcos-uppdraget på ca 13,0 mas beräknas den befinna sig på ca 250 ljusårs (77 parsek) avstånd från solen.

## Nomenklatur
Omega Herculis har också det traditionella namnet Cujam (även skrivet som Cajam och Kajam), vilket betyder ("klubba"). År 2016 organiserade Internationella astronomiska unionen en arbetsgrupp för stjärnnamn (WGSN) med uppgift att katalogisera och standardisera riktiga namn för stjärnor. WGSN fastställde i februari 2017 namnet Cujam ingår för Omega Herculis A, som nu ingår i IAU:s lista över godkända stjärnnamn.

## Egenskaper
Primärstjärnan Omega Herculis A är en blå till vit stjärna i huvudserien av spektralklass A2 VpCrSr med ett spektrum som visar onormalt starka absorptionslinjer av krom och strontium och svaga linjer av kalcium och magnesium. Den har en massa som är ca 2,1 gånger solens massa, en radie som är ca 3,3 gånger större än solens och utsänder ca 70 gånger mera energi än solen från dess fotosfär vid en effektiv temperatur på ca 10 100 K.
Omega Herculis är en roterande variabel av Alfa2 Canum Venaticorum-typ (ACV). Den har skenbar magnitud 4,57 och varierar med amplituden 0,07 med en period av 2,951 dygn. Mönstret av variation visar att det finns områden på stjärnans yta där koncentrationerna av element skiljer sig åt. Stjärnan visar också korta variationer i storleksordningen 2,5 timmar. Den har ett genomsnittligt effektivt magnetfält på 209 × 10-4 T.
Följeslagaren, Omega Herculis B, är en stjärna av skenbar magnitud 11,5, som 2010 låg med en vinkelseparation av 0,80 bågsekunder vid en positionsvinkel på 294°.